# Langendorf (Wohratal)
Langendorf ist ein Ortsteil der Gemeinde Wohratal im mittelhessischen Landkreis Marburg-Biedenkopf. Es ist der nördlichste Ort im Landkreis. Mitten durch das Dorf verläuft die Landesstraße 3087.

## Geschichte

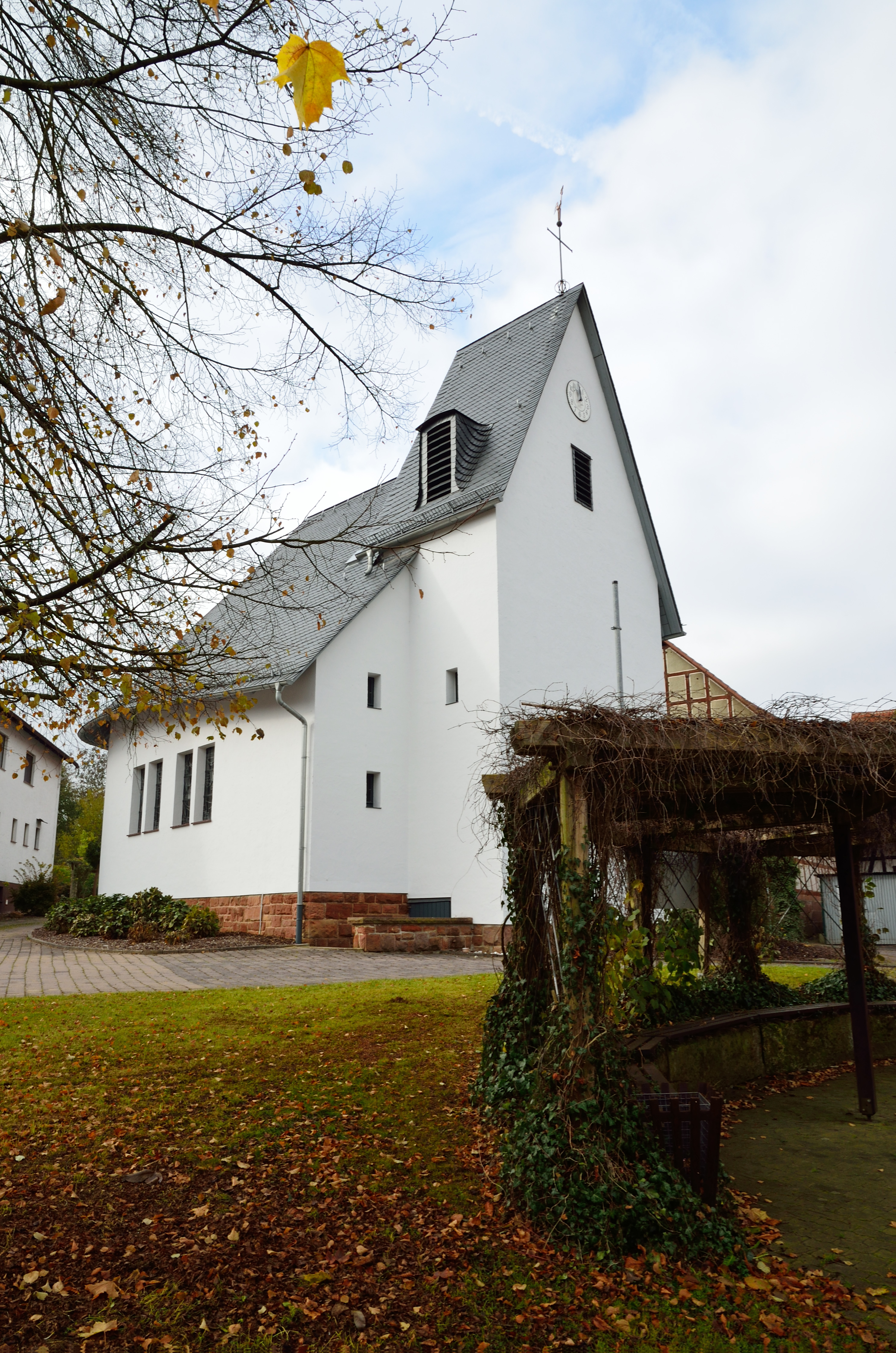
Ev. Kirche Langendorf

Die älteste bekannte Erwähnung des Dorfes erfolgte um 1246 in einer Urkunde des Klosters Haina, und zwar mit dem Ortsnamen Langendorp.
Zum 1. Februar 1971 fusionierten die 1970 neu gegründete Gemeinde Wohratal mit den Gemeinden Hertingshausen und Langendorf freiwillig zur heutigen Großgemeinde Wohratal. Für die ehemals eigenständigen Gemeinden wurden Ortsbezirke mit Ortsbeirat und Ortsvorsteher nach der Hessischen Gemeindeordnung gebildet.

## Bevölkerung

### Einwohnerstruktur 2011
Nach den Erhebungen des Zensus 2011 lebten am Stichtag dem 9. Mai 2011 in Langendorf 384 Einwohner. Darunter waren 6 (1,6 %) Ausländer. Nach dem Lebensalter waren 57 Einwohner unter 18 Jahren, 150 zwischen 18 und 49, 99 zwischen 50 und 64 und 78 Einwohner waren älter. Die Einwohner lebten in 153 Haushalten. Davon waren 36 Singlehaushalte, 39 Paare ohne Kinder und 63 Paare mit Kindern, sowie 15 Alleinerziehende und 3 Wohngemeinschaften. In nnn Haushalten lebten ausschließlich Senioren und in nnn Haushaltungen lebten keine Senioren.

### Einwohnerentwicklung
| Quelle: Historisches Ortslexikon |                                                                                        |
| • 1502:                          | 10 Männer                                                                              |
| • 1570:                          | 18 Ackerleute, 19 Einläuftige                                                          |
| • 1577:                          | 33 Hausgesesse                                                                         |
| • 1629:                          | 3 Dienste, 5 Einläuftige                                                               |
| • 1681:                          | 17 hausgesessene Mannschaften                                                          |
| • 1744:                          | 41 Haushalte                                                                           |
| • 1838:                          | Familien: 45 nutzungsberechtigte, 16 nicht nutzungsberechtigte Ortsbürger, 8 Beisassen |

| Langendorf: Einwohnerzahlen von 1785 bis 2014 | Langendorf: Einwohnerzahlen von 1785 bis 2014 | Langendorf: Einwohnerzahlen von 1785 bis 2014 | Langendorf: Einwohnerzahlen von 1785 bis 2014 | Langendorf: Einwohnerzahlen von 1785 bis 2014 |
| --- | --------------------------------------------- | --------------------------------------------- | --------------------------------------------- | --------------------------------------------- |
| Jahr |                                               |                                               |                                               | Einwohner                                     |
| 1785 | 1785                                          |                                               | 271                                           | 271                                           |
| 1800 | 1800                                          |                                               | ?                                             | ?                                             |
| 1834 | 1834                                          |                                               | 368                                           | 368                                           |
| 1840 | 1840                                          |                                               | 429                                           | 429                                           |
| 1846 | 1846                                          |                                               | 407                                           | 407                                           |
| 1852 | 1852                                          |                                               | 430                                           | 430                                           |
| 1858 | 1858                                          |                                               | 425                                           | 425                                           |
| 1864 | 1864                                          |                                               | 422                                           | 422                                           |
| 1871 | 1871                                          |                                               | 365                                           | 365                                           |
| 1875 | 1875                                          |                                               | 398                                           | 398                                           |
| 1885 | 1885                                          |                                               | 395                                           | 395                                           |
| 1895 | 1895                                          |                                               | 376                                           | 376                                           |
| 1905 | 1905                                          |                                               | 357                                           | 357                                           |
| 1910 | 1910                                          |                                               | 352                                           | 352                                           |
| 1925 | 1925                                          |                                               | 370                                           | 370                                           |
| 1939 | 1939                                          |                                               | 353                                           | 353                                           |
| 1946 | 1946                                          |                                               | 458                                           | 458                                           |
| 1950 | 1950                                          |                                               | 436                                           | 436                                           |
| 1956 | 1956                                          |                                               | 336                                           | 336                                           |
| 1961 | 1961                                          |                                               | 339                                           | 339                                           |
| 1967 | 1967                                          |                                               | 359                                           | 359                                           |
| 1980 | 1980                                          |                                               | ?                                             | ?                                             |
| 1990 | 1990                                          |                                               | ?                                             | ?                                             |
| 1999 | 1999                                          |                                               | 432                                           | 432                                           |
| 2004 | 2004                                          |                                               | 430                                           | 430                                           |
| 2011 | 2011                                          |                                               | 384                                           | 384                                           |
| 2014 | 2014                                          |                                               | 430                                           | 430                                           |
| Datenquelle: Historisches Gemeindeverzeichnis für Hessen: Die Bevölkerung der Gemeinden 1834 bis 1967. Wiesbaden: Hessisches Statistisches Landesamt, 1968. Weitere Quellen: Zensus 2011; nach 1970 Gemeinde Wohratal: |                                               |                                               |                                               |                                               |

### Historische Religionszugehörigkeit
| Quelle: Historisches Ortslexikon | |
| • 1861:                          | 407 evangelisch-lutherische (= 89,85 %), 44 evangelisch-reformierte (= 9,71 %), 2 katholische (= 0,44 %) Einwohner |
| • 1885:                          | 395 evangelische (100 %) Einwohner                                                                                 |
| • 1961:                          | 324 evangelische (= 95,58 %), 13 katholische (= 3,83 %) Einwohner                                                  |

### Historische Erwerbstätigkeit
| • 1838: | Familien: 37 Ackerbau, 10 Gewerbe, 15 Tagelöhner                                                                                  |
| • 1961: | Erwerbspersonen: 135 Land- und Forstwirtschaft, 52 Produzierendes Gewerbe, 5 Handel und Verkehr, 6 Dienstleistungen und Sonstiges |

## Vereine
Im Ort gibt es folgende Vereine:
- Freiwillige Feuerwehr Langendorf
- Männergesangverein
- Backhausverein
- Sportverein Langendorf
- Die lustigen Knattertüten
- Jugendclub Langendorf